# رقصة البرع اليمني
َبرَعْ هو نوع من أنواع الرقص، ورقصة البَرَعْ واحدة من أشهر الرقصات التي يتميز بها اليمن، وتعتبر سيدةُ الرقصاتِ اليمنية وأكثرها شهرة، وتمثل جزءاً من التراث الشعبي في معظم المناطق اليمنية، وهي رقصة سريعة تُؤدى جماعياً وتقتصر على الذكور يشهرون خلالها الجنابي ويلوحون بها بأيدهم وتضاف احياناً البنادق مستعرضة على الأكتاف. وتحاكي الرقصة في تنقلاتها المبارزات القتالية والتكتيك الحربي ومهارات الاصطفاف والانقضاض والكرّ والفرّ، وقد أدرجت البرع عام 2010 ضمن قائمة التراث الثقافي اللامادي للإنسانية.

## ماذا تعني
كلمة «برع» كما أشير إليها في كتاب لسان العرب للعلامة ابن منظور هي (بَرعَ، يَبرُع، بُروعاً، وبرَاعةً، وبُروعْ، فهو بارع) و«البرع»، كلمة مشتقة من “يبرع” وتعني لغةً “البراعة والإتقان والإجادة للشيء”، وإصطلاحًا “الخطوات السريعة المنتظمة”، ولكن في اللهجة اليمنية الدارجة لها دلالة أخرى، حيث إن التسمية تشير إلى الشخص المستعد للنزال. وبملاحظة تفاصيل هذه الرقصة نجد أنها تجسد مهارات وفنون استخدام السلاح (الجنبية).

## لمحة تاريخية
اشتهرت اليمن منذ العصور القديمة بالفنون الشعبية المتنوعة  الرقص والبرع أحد هذه الفنون، ويمثل هذا الفن أحد أوجه التنوع الثقافي والتفاعل المجتمعي الأصيل في الثقافة اليمنية، ومن الناحية التاريخية كانت تستخدم رقصة البرع ضمن طقوس الإعلان عن قدوم مهاجمين على القبيلة في مسعى لتحفيز المحاربين على الإحتشاد والتأهب لملاقاة المعتدين وصدهم، حيث يُقدّر عمر رقصة البرع اليمني بآلاف السنين، ويقال إن الاحتكام لرقصة البرع كان حلاً للفصل بين اثنين تقدما للزواج بنفس الفتاة فتحكم الفتاة عليهما بأن يشتركا في رقصة برع وتظل هي تراقب عن كثب ثم تختار منهما الأكثر براعة، واحتفظت رقصة البرع بجاذبيتها للأجيال الجديدة حيث يعكف الفتيان على تعلمها، ما يجعلها أحد ألوان الفلكلور اليمني المتجددة.

## وصف رقصة البرع

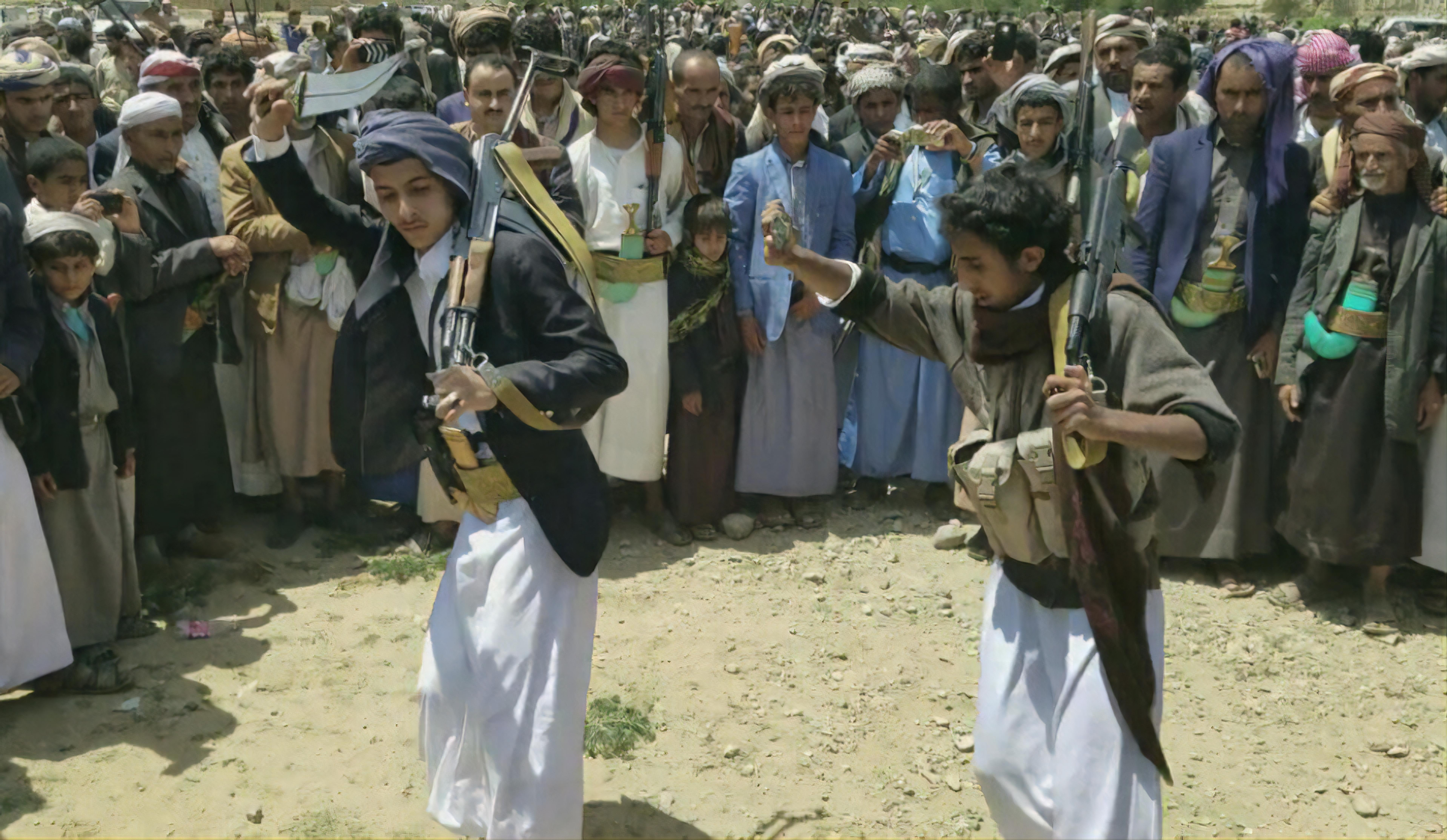
شابان يؤديان رقصة البرع في إحدى القبائل اليمنية

تبدأ رقصة البرع بقرع «الطاسة» وهي «إناء نحاسي مغطى بالجلد يصدر نغمات رنانة وقوية» ويصاحبه «المَرْفَع» بنغمة ثابتة وغليظة، يتجمع على إثرها الراقصون بزيهم الشعبي مشكلين مساحة دائرية واسعة، ثم يقوم المشاركون بالرقص حاملين في أياديهم السلاح الأبيض «الجنابي» يقلبونها ذات اليمين وذات الشمال، مع تمايل أجسادهم ودورانها، ويبدأ الإيقاع في التسارع في حين يبدأ عدد الراقصين بالتناقص إلى أن ترسو التصفيات على راقصين اثنين في طور يسمى «الهوشلية» يخيل للمشاهد فيه أن أحدهما سيجرح الآخر من شدة التقارب وسرعة الإيقاع، وبعض الرقص له شرط عددي مثل (الدخيلية) وتتميز به محافظة ذمار والتي لا تؤدى إلا بثلاثة أوستة أوتسعة وهكذا لأن حركاته تتألف من دخول كل واحد من اثنين بحركات راقصة تقنية، وقد يكثر عدد المشاركين في الرقصة ويقل أحيانا ففي الرقصة الظفيرية والتي سميت نسبة إلى منطقة ظفير بمحافظة حجة «شمال صنعاء»  قد يشارك راقصان فقط ليتسنى لهما تنظيم خطواتهما بوضوح وتتم بمسار مرسوم، ناهيك عن الرقصة الهمدانية «ريف العاصمة صنعاء» والتي يشارك عدد كبير من الراقصون فيها وتتم بشكل دائري لأكثر من عشرون دقيقة في كل خمس دقائق يتمايلون بشكل يختلف عن الآخر فتارة بخطى سريعة وأخرى بخطى بطيئة يرافقها بين الحين والآخر رفع إشارات فوق الرؤوس للتعبير عن تغيير الأهازيج الذي يرقصون عليها، وحسب مختصين بالرقص الشعبي اليمني فإن رقصة البرع تمر من بدايتها حتى نهايتها بأربعة أطوار هي «الدسعة، الوسطى، السارع، الهوشلية».

## مكانتها في التراث اليمني
يمتاز اليمن بفلكلور شعبي غاية في الثراء والتنوع، ويُعدّ الرقص الشعبي أحد أكثر ألوان الفلكلور اليمني حيوية واتساعاً، وتتعدد ألوان الرقص الشعبي بتعدد أماكنه ومناسباته.. وداخل هذا كله تحتل رقصة «البَرَع» مكانة خاصة لدى اليمنيون، ويعتقد المهتمون بالفلكلور الشعبي اليمني أن رقصة البرع تعزز لدى أبناء القبيلة خاصية العمل الجماعي وتبادل الأدوار وتناسق الخطى.

## أماكن تواجدها
البرع تشتهر بها كثير من مناطق اليمن وبالذات في النصف الأعلى من المرتفعات الغربية، حيث صنعاء والمحافظات المحيطة بها (ذمار، عمران، صعدة، المحويت، حجة، مأرب، البيضاء، الجوف)، كما تنتشر في محافظات (شبوة، إب، تعز، المهرة، الضالع) ولكن بزخم أقل وبشكل مختلف، وإن كان المسمى واحد (البرع) فإن الطابع والمضمون يكون مغايراً بعض الشيء في الحركة أثناء تأدية الرقصة من محافظة إلى أخرى، حيث تظهر خصوصية هذه الرقصة في كل منطقة حسب العادات والتقاليد المتبعة".

## أنواعها
تتنوع رقصات البرع بتنوع المناطق والقبائل وكلٌّ لها تسميتها وفقاً للقبيلة أو المنطقة وأشهر رقصات البرع هي (الهمدانية، الحارثية، اليافعية، الصعدية، البيضانية، العزانية، المطرية، الآنسية، السنحانية، الظفيرية، الحاشدية، الخولانية، الحيمية، السريحية) وغيرها من رقصات البرع المختلفة في الأوساط الشعبية اليمنية. وهذه الرقصة عموماً تتكون من «أربعة إيقاعات تصاعدية» حيث يختلف فيها المسمى الموسيقي للأوزان والحركات الإيقاعية من منطقة إلى أخرى.

## الأدوات المستخدمة
آلات شعبية تعرف بـ”الطاسة“: وهي «إناء نحاسي مغطى بالجلد» يصدر نغمات رنانة وقوية ويصاحبه آلة «المَرْفَع» بنغمة ثابتة وغليظة.

## رقصات أخرى
رقصة البرع هي على غرار رقصات أخرى تؤدى في مناطق مختلفة من اليمن مثل رقصة «العِدّة» في حضرموت شرقي البلاد والتي تستخدمُ فيها «العصا» و«الترس»، ورقصات «الحقفة، الفرساني، الحمرة، والشنب، والتسييف، والمباينة» في تهامة في أقصى الغرب ويؤدى بعضها بالسيف، ورقصة «البروشية» في إب، و«الشرْح» في تعز، ويستخدم فيهما الجنابي وهي الخناجر اليمنية المعقوفة والمعروفة.